# 高野誠毅
高野 誠毅（たかの せいき、1984年6月8日 -）は、地方競馬の大井競馬場東京都騎手会所属の騎手である。地方競馬教養センター騎手課程第78期生。大井競馬場の高野毅調教師は実兄。

## 来歴
2003年9月29日付けで地方競馬騎手免許を取得し、高岩隆厩舎からデビュー。同年10月7日大井競馬第2競走C1十一組十二組条件戦アオバトウショウで初騎乗（14頭立て10番人気12着）。翌2004年3月15日大井競馬第2競走C3六組条件戦をマグニロマンで勝利し、28戦目で初勝利（1番人気）。
2008年7月1日付けで高岩隆厩舎から庄子連兵厩舎へ所属変更。
2011年5月1日から7月31日まで笠松競馬で技術研鑽騎手として期間限定騎乗を行うと発表された。笠松競馬での所属は川嶋弘吉厩舎。
2012年5月28日付けで庄子連兵厩舎から佐野謙二厩舎へ所属変更。同年6月23日から10月21日まで佐賀競馬で期間限定騎乗を行うと発表され、その後11月4日まで延長された。佐賀競馬での所属は山田勇厩舎。同年11月17日から2013年2月17日まで福山競馬で期間限定騎乗を行うと発表された。福山競馬での所属は高本敏明厩舎。
2022年8月4日付けで佐野謙二厩舎から東京都騎手会に所属変更となった。
2023年3月5日から5月30日まで高知競馬で期間限定騎乗を行うと発表された。高知競馬での所属は那俄性哲也厩舎。同年3月21日、第18回高知競馬第5日第2競走3歳ｰ4条件戦をカンタベリーハヤテで優勝（7頭立て2番人気）し、地方競馬通算100勝達成
2024年は大井を経由することなく兵庫競馬で期間限定騎乗をすると発表。期間は1月16日から3月7日まで。“高野 誠毅騎手の他地区期間限定騎乗について”. 東京シティ競馬 (2023年12月22日). 2024年1月18日閲覧。兵庫での所属は西脇トレーニングセンターの織田誠厩舎。
地方通算成績は3561戦125勝・2着154回・3着203回・勝率3.5%・連対率7.8%（2023年12月31日現在）